# Платонов, Юрий Гаврилович
Юрий Гаврилович Платонов (17 ноября 1894, Волчанск, Харьковская губерния, Российская империя — 19 ноября 1953, с. Иссык, Казахская ССР) — советский учёный-географ, писатель
, сценарист. Член Союза писателей Казахстана.

## Биография
Родился в семье мирового судьи Гавриила Ивановича Платонова и белошвейки Эмилии Иогановны Юнг. Старший брат Юрия — Леонид Гаврилович Платонов (1886—1957) впоследствии стал известным ученым-биологом, участником академических экспедиций в Крым и в Армению, отчима поэта Леонида Вышеславского (1914—2002).
Учился в Третьей харьковской мужской гимназии вместе с Г. Петниковым, Божидаром и М. Йогансеном.
В 1916 году окончил естественное отделение физико-математического факультета Императорского Харьковского университета. Окончить учёбу не смог. Осенью 1916 года был мобилизован в армию и направлен в студенческий батальон в г. Нижний Новгород. Оттуда, в пехотную школу прапорщиков в г. Одессу, которую окончил во время февральской революции.
После окончания гражданской войны в 1920—1932 годах работал учителем и воспитателем в школах и детских учреждениях, главным образом в Харькове. В 1925—1929 годах был преподавателем и заведующим кафедрой физической географии в Харьковском коммунистическом университете им. Артёма. В мае 1925 года по командировке Главполитпросвета Украины Юрий Платонов и его друг со времен гимназии Г. Петниковым, к тому времени уже ставший известным поэтом и переводчиком, посетили немецкие города Берлин и Гамбург, где Ю. Платонов работал по вопросам географии.
В 1932 году по призыву «Коммунисты — на периферию», переехал из Харькова в Алма-Ату (Казахстан). Преподавал в школах, Казахском педагогическом институте. Активно занимался научной и преподавательской деятельностью. В 1934—1939 и в 1947—1948 годах читал курсы лекций по экономической географии, физической географии и методике географии в Алма-Атинском педагогическом институте. С 1939 года вёл научную работу в секторе географии Казахского филиала Академии наук Казахской ССР, изучал географические ландшафты в окрестностях Алма-Аты, отгонные пастбища в прибалхашских пустынях, работал старшим научным сотрудником в Академии наук Казахской ССР, заповеднике Барсакельмес, Казахском государственном краеведческом музее. В 1942 году в одной из экспедиций тяжело заболел бруцеллезом
В 1947 году окончил Алма-Атинский педагогический институт.
Умер от кровоизлияния в мозг.

## Творчество
В 1925 году в Харькове были изданы на украинском языке два выпуска книги «Казки далеких народiв» (составитель Юрий Платонов, под редакцией Григория Петникова). Издание двух сборников «Казок далеких народiв» послужило Ю. Платонову стартом в большую литературу. Уже вскоре в Харькове были изданы и другие его книги: «Китай у минулому i тепер» (1925), «Америка — U.S.A. Популярний нарис» (1926), «По чужих свiтах. За межами СРСР» (1927), «Кiнець свiту. Антирелiгiйна збiрка» (1929). В 1931 году на украинском языке была издана известная в свое время повесть для детей «Хмереч» (Харьков-Одесса, 1931).
Автор сценариев нескольких документальных фильмов.

## Избранная библиография
- «Прибалхашье» («Литературный Казахстан», 1935),
- «С орла на самолёт» (сборник «Свободные крылья», Алма-Ата — Москва, 1935),
- «Шёлковое письмо» («Литературный Казахстан», 1938),
- «Медеплавильный гигант», «Балхаш ожидает первого поезда», «Среди дунганских женщин» (очерки, газета «Казахстанская правда», 1935—1936) .
- «Алма-Ата» (в сборнике «Восхождение», 1947),
- «Медвежья щель» («Алма-Атинская правда», 1947),
- «Казахская тонкорунная» («Литературный Казахстан», 1949),
- «Остров Барса-Кельмес (к вопросу об использовании его для научно-исследовательской работы)» (1951)
- «Организация и проведение школьных краеведческих походов в Казахстане» (в соавт. 1953)